# Zanica
Zanica [ˈʣaːnika] (Sanga [ˈsaŋɡa] in dialetto bergamasco) è un comune italiano di 8 812 abitanti della provincia di Bergamo in Lombardia. Il comune si trova a 7 chilometri a sud del capoluogo.
Localizzato a 210 metri sul livello del mare, il paese si sviluppa su un territorio pianeggiante, alla sinistra del torrente Morla.
Il primo documento ufficiale in cui Zanica viene citata come Vettianica risale al 774. Il comune si configura come un paese industriale e vede la presenza di molte case coloniche a testimonianza del passato agricolo.
Inoltre, Zanica è tradizionalmente considerata la patria di Gioppino, la più famosa maschera bergamasca.
È la città natale del noto organista e compositore Padre Davide da Bergamo.

## Geografia fisica

### Territorio
Zanica si sviluppa su un territorio pianeggiante, caratterizzato da una leggera degradazione verso sud e ovest. Il territorio si estende per 14,66 km², di cui circa 1 005,92 ettari sono riservati a prato, pascolo o seminativo.
Il comune comprende le frazioni di Capannelle e Padergnone. I comuni confinanti sono 7 e sono i seguenti: Azzano San Paolo, Cavernago, Comun Nuovo, Grassobbio, Orio Al Serio, Stezzano e Urgnano. La città dista 7 km dal suo capoluogo di provincia. Zanica è collocata alla sinistra della roggia Morla. L'altitudine media è di 210 metri sul livello del mare, più precisamente il comune presenta un'altitudine di 190 metri in zona Capannelle e 222 metri in località Padergnone.

#### Idrografia
Il Morla e il Serio sono i due fiumi che attraversano il paese. Il Serio è stato l'elemento chiave nello sviluppo agricolo di Zanica. Grazie alle opere di canalizzazione delle acque, gli agricoltori hanno potuto trarre enorme vantaggio: infatti, si sono resi coltivabili non solo i campi al confine con Comun Nuovo e Azzano San Paolo, ma anche quelli localizzati nella parte Est di Zanica e considerati più ghiaiosi. All'interno di questo processo, fu fondamentale il ruolo svolto dai romani. Grazie al gran numero di lavoratori di cui potevano disporre, procedettero a un'immensa opera di bonifica del territorio, che ebbe come conseguenza l'aumento dei territori coltivabili.

## Etimologia
Il testamento di Taidone, datato 774, è il primo documento in cui Zanica viene menzionata con il nome di Vetianica.
<< BASILICE beatissimi sacerdotis et Christi confessoris SANCTI AMBROSII sito VETIANICA >>.
L'atto risalente all'epoca longobarda fa riferimento a una basilica dedicata a Sant'Ambrogio, localizzata nel suddetto paese. Il nome Vetianica, in origine, era Vettianica; termine derivante da Vettius, patrizio romano considerato il proprietario dei Prata Vettianica. Questa tesi è avvalorata dal ritrovamento, nel vicino comune di Grassobbio, di un'epigrafe in cui viene citata una tale Vettia.
Prima di arrivare alla denominazione del paese, si passa attraverso diverse configurazioni, tra le quali si annoverano: Veczaneca (870), Veczanega (970), Vecianica (971, 991 e 1000), Vesanica (1186) e Vezanica (1263). Nell'anno 1000, Vecianica viene citata nel documento di cessione di parte della Basilica di Sant'Ambrogio, sita nel comune, alla chiesa di Bergamo. Nel 1186 Vesanica viene geograficamente collocata sulla via che porta da Grassobbio a Levate. Sul finire del XVI secolo, la cittadina a Sud di Bergamo si chiamava Zanga, termine che riecheggia Sanga, il vocabolo dialettale è usato ancora per indicare il comune. È soltanto nel 1776 che viene introdotto il toponimo Zanica.

## Storia
La storia di Zanica è stata ricostruita attraverso una pluralità di fonti, che conducono fino all'età del ferro. Si narra che i primi a occuparne il territorio furono i Galli Cenomani, seguiti dai Celti e successivamente dagli Etruschi. Questa ricostruzione storica trova una conferma nei diversi reperti archeologici ritrovati. In particolare, sono state rinvenute diverse tombe del periodo Gallo-Romano.
Nel 196 a.C. i Prata Vettianica passarono sotto il controllo del console romano Valerio. Durante questo periodo, gli abitanti conducevano una vita serena, divisi tra agricoltura e allevamento. Sono diverse le tracce della dominazione romana ancora presenti. Nella zona della Madonna dei Campi, al confine con Comun Nuovo, la disposizione dei campi e la direzione dei corsi d'acqua ricordano le centurie romane, ovvero la divisione delle terre in lotti quadrati. Inoltre, la strada Cremasca, collegamento ancora usato per raggiungere il capoluogo e i paesi della bassa bergamasca, risale all'epoca romana.

### Età medievale
Il periodo di tranquillità e sviluppo fu interrotto dalle invasioni barbariche, seguite da pestilenze e carestie. In seguito, Zanica fu dominata da Ostrogoti e Longobardi. Si colloca proprio in questo periodo il testamento di Taidone, in cui viene citato il lascito alla chiesa di Sant'Ambrogio nel paese di Vettianica: <<BASILICAE beatissimi sacerdotis et Christi confessoris SANCTI AMBROSII sito VETIANICA>>. Il documento di Taidone segnala, inoltre, l'importanza dell'istituzione religiosa nello sviluppo di Zanica.
All'epoca degli Ottoni risalgono documenti in cui Zanica viene definita come comune appartenente alla corografia bergomense e in cui viene citata una volta con il nome di Veczanega (970) e due volte con il nome di Vecianica (991 e 1000).
Tra il XII e il XIII secolo Zanica viene soprattutto ricordata in relazione al fiume Serio. Venne, infatti, creato un nuovo canale, chiamato la "Seriola Nuova", che consentiva il trasporto di acqua da Bergamo fino ai campi di Zanica, Levate e Verdello.
In territorio bergamasco la lotta tra guelfi e ghibellini si tradusse in uno scontro tra i Colleoni e i Suardi che coinvolse anche il territorio di Zanica, dove quaranta guelfi distrussero delle proprietà di Pietro Suardi. In quel periodo, inoltre, il comune di Bergamo possedeva alcuni poderi a Zanica che venivano affittati a una precisa cifra, versata il giorno di San Martino.
Quando Bergamo venne dichiarata territorio di Venezia nel 1428, Zanica era parte della quadra di mezza, la più popolosa e senza capoluogo. Il dominio di Venezia fu caratterizzato da un clima di tensione e lotte, soprattutto per il timore che i Visconti invadessero il territorio.

### Età moderna
Con l'avvento dell'età moderna, nella bergamasca arrivarono i lanzichenecchi, che tentarono di arginare l'invasione francese, ma misero le città a ferro e fuoco.
A partire dal XVI secolo, francesi, austriaci e spagnoli si alternarono alla guida della provincia di Bergamo. Quando i veneziani si riappropriarono del territorio, seguì un lungo periodo di pace e di progresso, fatta eccezione per la peste del 1630. A Zanica, il sacerdote Cristoforo Capodiferro sacrificò la sua vita per occuparsi dei malati. Il dominio veneziano proseguì sino al 1797, quando venne proclamata la Repubblica Bergamasca, che ebbe vita breve.

### Età contemporanea
A inizio del nuovo secolo, Lombardia e Veneto erano sotto il durissimo dominio austriaco, che, però, portò le scuole comunali in ogni paese della bergamasca.
Il 1859 è la data che segnò la liberazione dagli austriaci: le vie di Zanica videro il passaggio del maggiore Gabriele Camozzi. La raggiunta stabilità politica fu accompagnata dallo sviluppo industriale, che nel comune si palesò nell'istituzione della Cassa Rurale ed Artigiana di Zanica (1895).
Zanica si contraddistingue per la presenza di piccole e medie imprese, a cui si aggiunge il settore agricolo.

### Simboli
Il comune ha come simboli lo stemma e il gonfalone concessi con D.P.R. del 17 maggio 1989.
Blasonatura stemma:
(D.P.R. 17 maggio 1989)
Blasonatura gonfalone:
(D.P.R. 17 maggio 1989)

## Monumenti e luoghi d'interesse

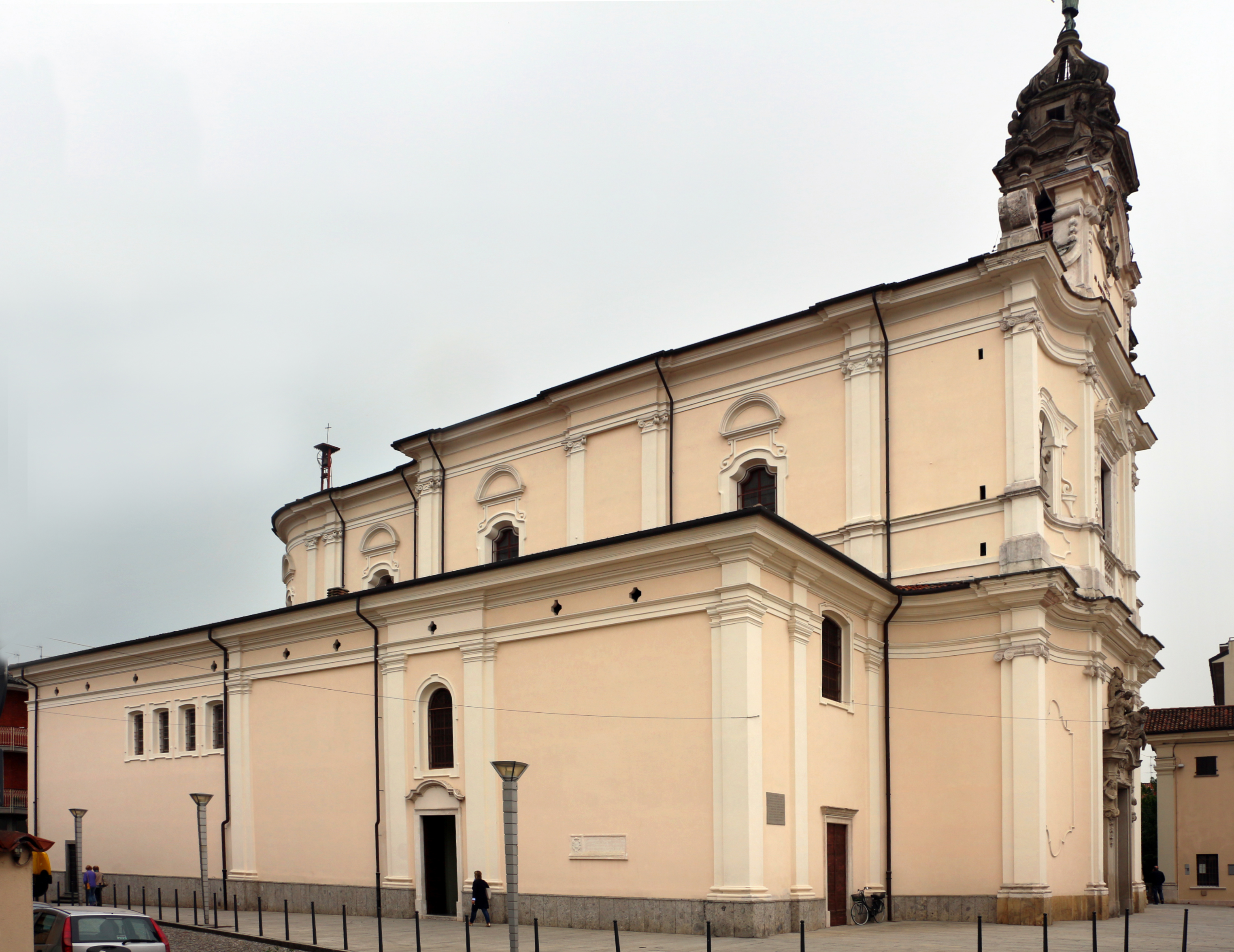
La chiesa di San Nicolò

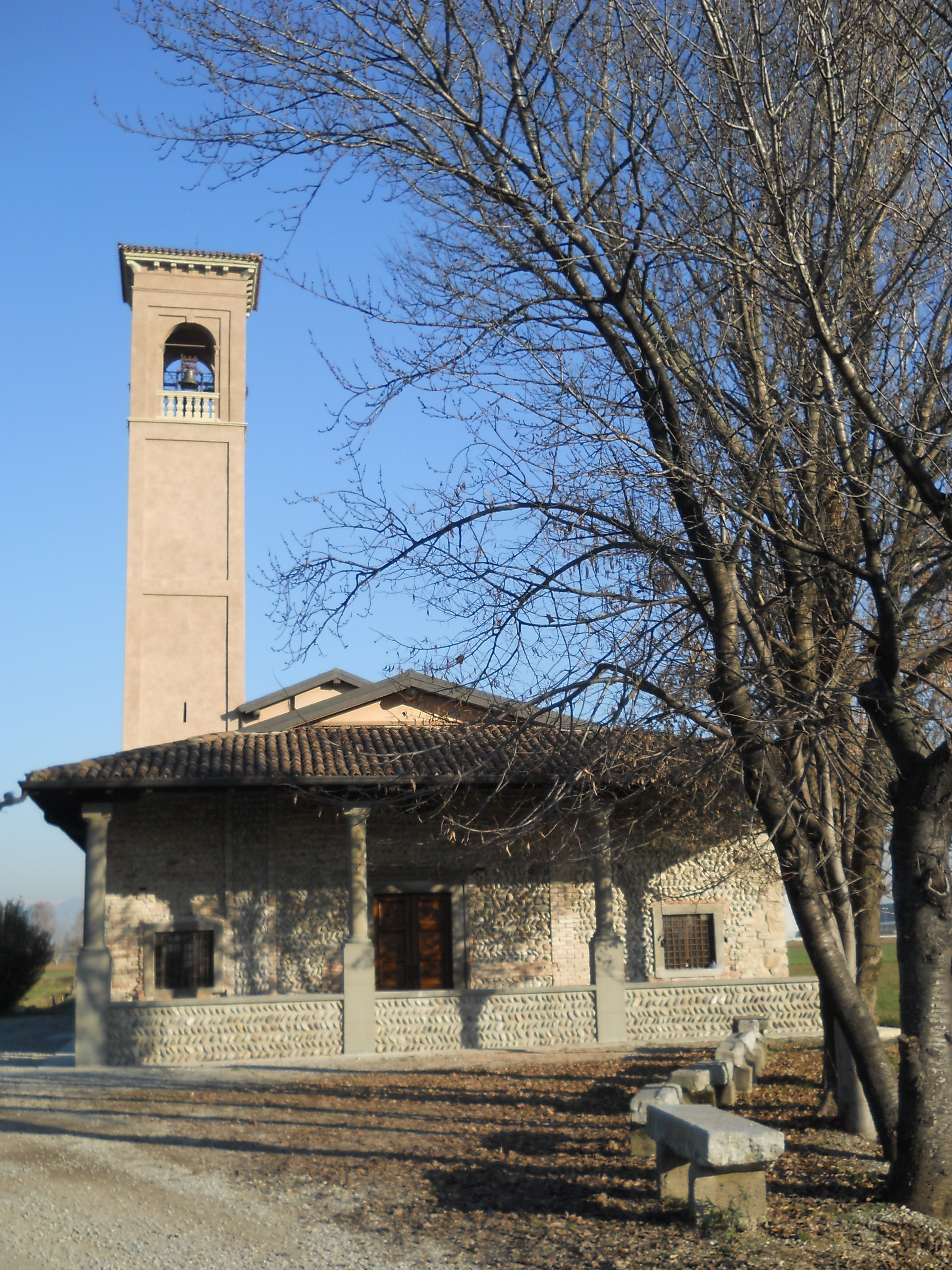
Facciata della chiesa Madonna dei campi

### Architetture religiose
Chiesa parrocchiale di San Nicolò Vescovo
Il primo documento che attesta l'esistenza della chiesa dedicata a san Nicolòrisale al XIII secolo. Riconosciuta come chiesa parrocchiale a partire dal 1520, la chiesa si presenta come una tipica architettura settecentesca. Costruita su progetto dell'architetto Giovan Battista Caniana, nel 1742 venne aperta al pubblico. L'analisi dei cambiamenti architettonici intercorsi nei secoli risulta difficile; un elemento certo è l'ampliamento a fine Ottocento, quando vennero aggiunte le due navate laterali.
La facciata è degna di nota: "articolata in due ordini sovrapposti, suddivisi da un possente cornicione e arricchiti dalla presenza di numerose statue in pietra, opere realizzate nel 1738-39 dallo scultore Antonio Maria Pirovano". Su uno dei lati del campanile vi era incisa la data 1533, non più visibile per via del deterioramento della lastra. L'interno è suddiviso in tre navate.
Nella chiesa parrocchiale, dedicata a San Nicolò vescovo, sono conservati dipinti di Palma il Giovane, Sante Peranda, Jacopino de' Scipioni e Francesco Cavagna, il polittico della bottega dei Marinoni e un coro ligneo opera di Giuseppe Caniana. Importante è anche una Natività secentesca, realizzata da Gerard Van Honthorst.
La chiesa possiede un concerto di 8 campane in Si bemolle fuse da Dante d'Adda nel 1953, tranne la quinta (in ordine musicale il mi bemolle) rifusa dalla ditta Barigozzi di Milano nel 1964.
Chiesa sussidiaria della Beata Vergine dei Campi
Più semplicemente conosciuta come Madonna dei Campi, si può ammirare nella sua configurazione cinquecentesca. Al suo interno sono collocati affreschi rinascimentali di Lucano da Imola.
Chiesa di San Giuseppe
Collocata nella frazione Capannelle, presenta un concerto di cinque campane in Si bemolle fuse dalla ditta Ottolina di Bergamo nel 1953.
Chiesa dedicata alla Divina Maternità di Maria
Si trova al Padergnone, caratterizzata per la presenza di marmi e degna di nota per l'architettura. Presenta un concerto di cinque campane in Si, le tre grosse fuse da Ottolina di Bergamo nel 1953 e le due piccole aggiunte dalla fonderia Grassmayr di Innsbruck nel 2010.

### Architetture civili
Villa del Municipio

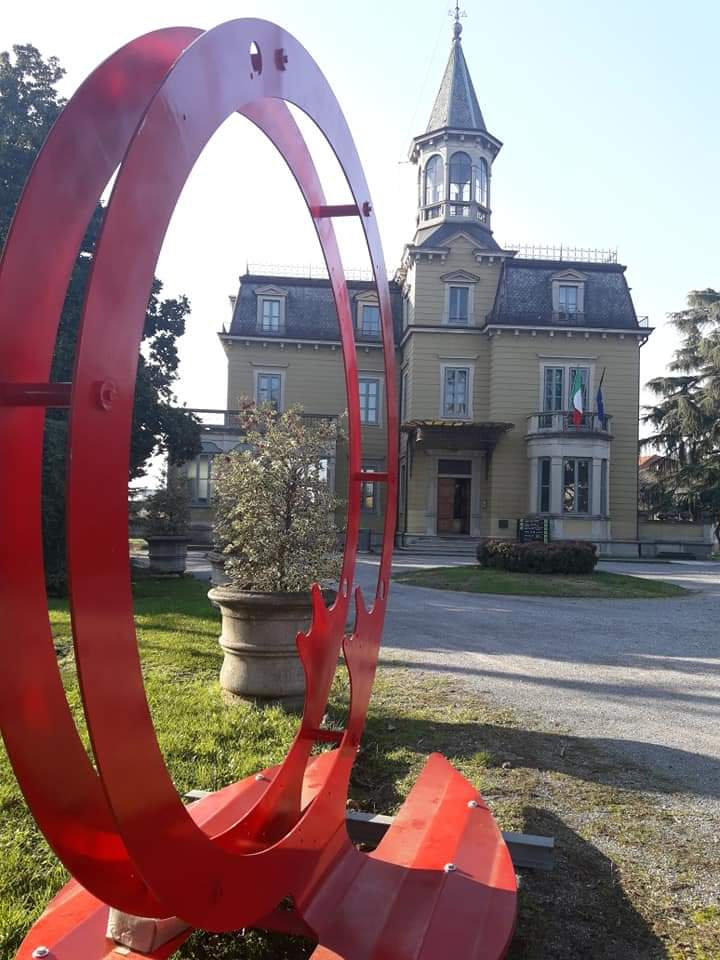
La villa del Municipio con l'opera "Ciclotte" dell'artista Francesco Lussana

La villa fu costruita come casa di campagna della famiglia milanese Spasciani a inizio Novecento. La villa è interamente immersa nel verde: conta, infatti, undicimila metri quadrati di parco. Lo stile architettonico dell'edificio è misto, anche se la prevalenza è costituita dal gusto Liberty. Dopo anni di grande splendore, in quanto residenza di esponenti dell'alta società, la villa andò incontro a un periodo di decadenza. Fu soltanto, nel 1969, grazie alla decisione di ambientare lì alcune scene del film Cuori solitari, che venne recuperata. L'anno successivo venne acquistata, al prezzo di 32 milioni, dal Comune e ne divenne la sede. Inizialmente la biblioteca comunale era collocata all'interno della villa, poi spostata nella parte del complesso delle scuole medie di Zanica. Nel giardino è posta la scultura "Ciclotte", opera di Francesco Lussana.
Villa dei Tasso
Costruita su volontà di Domenico Tasso nel 1522, l'edificio ospita alcuni affreschi raffiguranti scene della Gerusalemme Liberata, a testimonianza del soggiorno di Torquato Tasso. Il poeta trovò lì riparo dopo essere stato liberato dal carcere di Ferrara nel 1587. Fu proprio grazie alla pace della Villa che Torquato Tasso riuscì a terminare il lavoro di rifinitura dell'opera Il Torrismondo. La Villa poi passò nelle mani dei conti Varese di Rosate e successivamente alle Ancelle della Carità. L'edificio, sede della scuola dell'infanzia di Zanica, è circondato dal verde, mentre all'interno spiccano dipinti in stile barocco e quadri del Palma.
Palazzo Bono
Edificio del diciassettesimo secolo, si presenta ancora in ottime condizioni e conserva al suo interno affreschi del XVIII secolo. Si trova al centro di Zanica ed è la sede dell'oratorio.
Castello del Padergnone
Risalente al sedicesimo secolo, il castello riveste un forte valore simbolico per Zanica, in quanto la Torre merlata del castello è rappresentato nello stemma del comune, di proprietà privata.

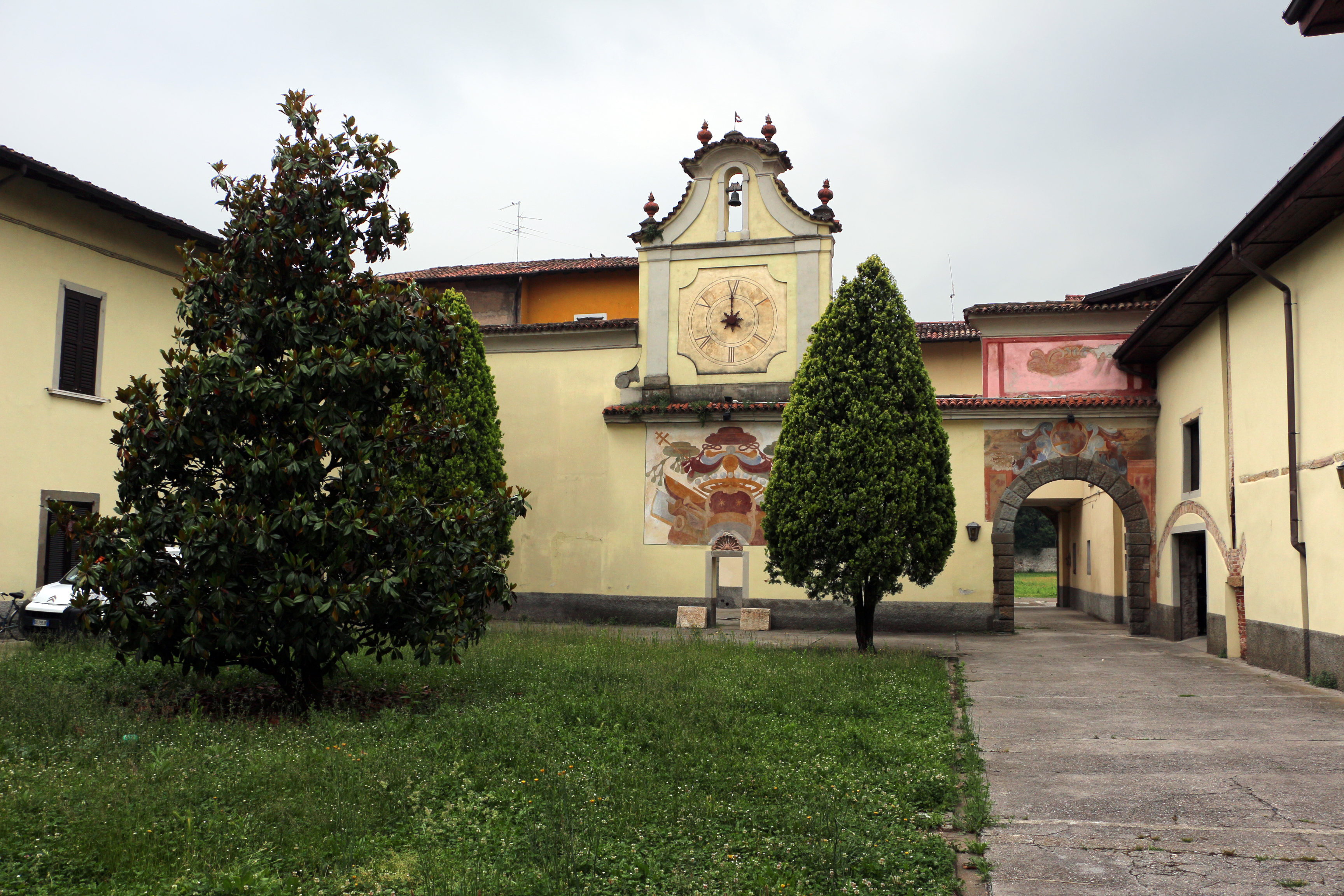
Villa del Padergnone
La villa, risalente al diciassettesimo secolo, si caratterizza per la presenza di un ampio giardino, statue grottesche tipiche di fine del '700, affreschi e un grande orologio. Il luogo è anche il soggetto di diverse storie leggendarie che parlano dell'esistenza di alcuni camminamenti sotterranei che portavano fino a Cavernago e Malpaga e che siano la casa di spiriti e fantasmi. Inoltre, la villa, nel periodo in cui era la casa di villeggiatura del cardinale Sonzogni, ospitò Donizetti, il quale ricordò il soggiorno come un autentico momento di rigenerazione. La villa è di proprietà privata.
Ex casa di Felice Moretti
In via Padre Davide si trova la casa dove nacque il noto maestro di musica sacra Felice Moretti, poi divenuto Padre Davide, e una lapide a lui dedicata.

### Aree naturali
Parco agricolo del Rio Morla e delle rogge

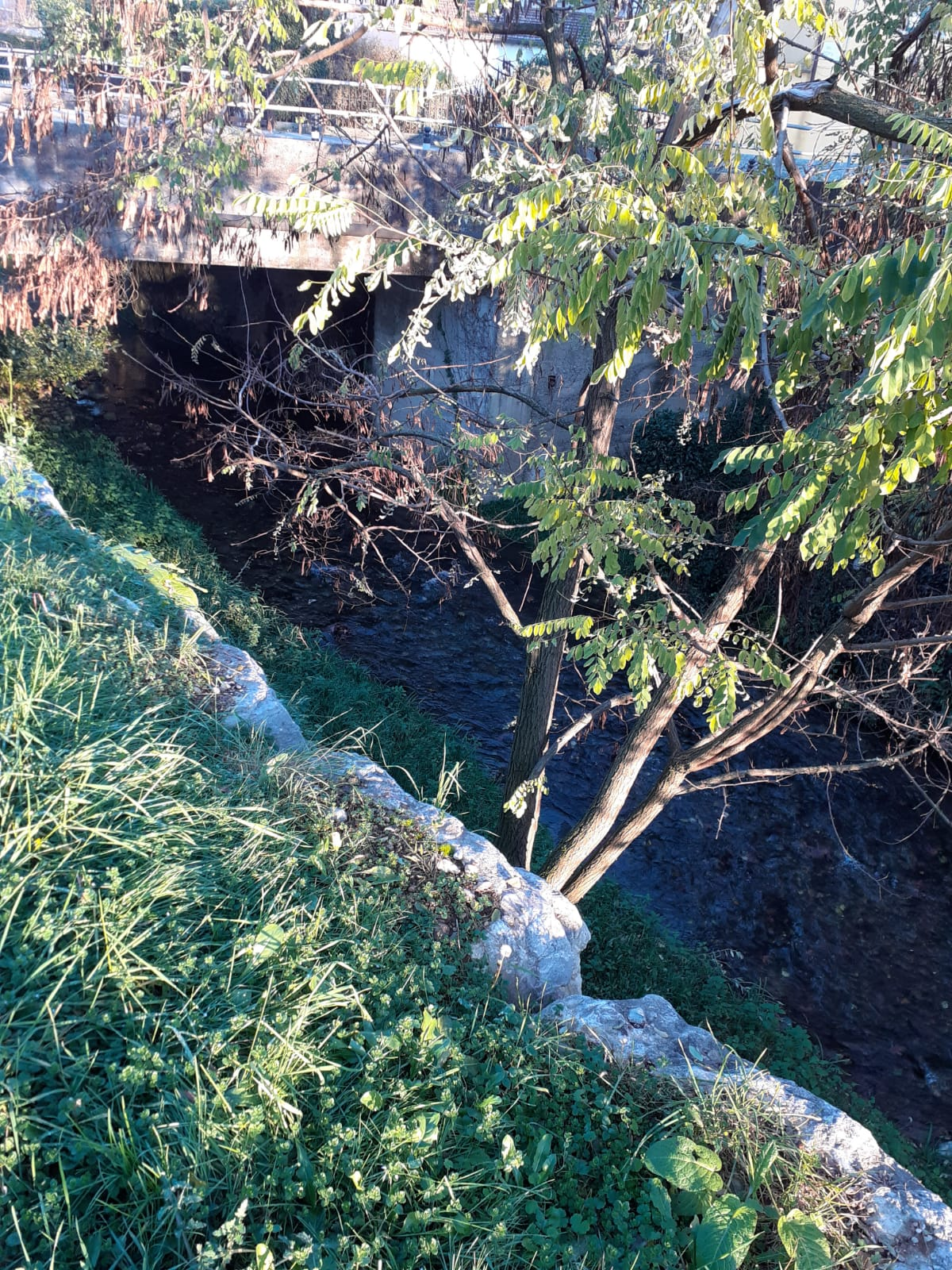
Morla a Zanica

Zanica si colloca sulla sponda sinistra della roggia Morla. A partire dagli anni Novanta, i comuni di Zanica, Comun Nuovo e Levate e i rispettivi cittadini promuovono la creazione del Parco agricolo del Rio Morla e delle rogge, che viene riconosciuto ufficialmente dalla Provincia nel 2004. Il parco nasce con tre specifici obiettivi: favorire la conoscenza delle aree naturali del territorio, promuoverne il suo utilizzo e sostenere l'agricoltura. Zanica è inserita nel PLIS che si prefigge di tutelare sia il corso del fiume Morla e delle rogge che compongono l'intricato sistema irriguo delle campagne, sia gli ambienti rurali presenti.
Parco del Serio
Zanica rientra tra i comuni compresi nell'area del Parco del fiume Serio. Il comune è parte della cosiddetta Comunità del Parco, tra i cui obiettivi vi figurano: la gestione e la tutela del medesimo e la promozione di un turismo sostenibile attraverso la creazione di percorsi pedonali e ciclabili all'interno del parco.

## Società

### Evoluzione demografica
Abitanti censiti

## Cultura

### Istruzione

#### Biblioteche
La biblioteca di Zanica aderisce alla Rete Bibliotecaria Bergamasca (RBBG). Si trova in via Serio 1\A e fa parte del complesso delle scuole Medie. L'archivio conta circa 45000 documenti, 2600 DVD e 400 audiolibri ed è consultabile online. I servizi offerti sono molteplici: in primis, la consultazione e il prestito dei volumi. Secondariamente, è possibile navigare in Internet attraverso due postazioni presenti in loco ed usufruire del servizio Wi-Fi. Inoltre, la biblioteca di Zanica offre un servizio di emeroteca, ovvero uno spazio dove è possibile sfogliare quotidiani e periodici, come L'Eco di Bergamo o Focus. Per ultimo, si evidenzia l'adesione a Leggo Facile e Nati per Leggere. In particolare, il progetto Leggo facile ha l'obiettivo di assicurare un equo accesso alla lettura, attraverso l'uso di audiolibri; mentre, Nati per Leggere vuole promuovere la lettura come elemento costante nel percorso di crescita del bambino.

#### Scuole
Sul territorio comunale sono presenti le seguenti scuole:
- Scuole dell'infanzia: 1;
- Scuole Primarie: 1;
- Scuole Secondarie di I grado: 1.

## Infrastrutture e trasporti

### Strade
Il paese è collegato al capoluogo dalla strada statale 591 Cremasca (SS 591), risalente all'epoca romana. Stradù era il nome usato dagli zanichesi per indicare il tratto di via Cremasca esterno al centro abitato. La SS 591, inoltre, collega il comune a Crema e Piacenza. Zanica è altresì attraversata dalla strada provinciale 120 (SP 120), arteria di collegamento con i comuni a est e ovest del paese. Di recente, la SP 120 è stata declassata a strada comunale in riferimento ai comuni di Zanica, Grassobbio e Comun Nuovo.

### Mobilità urbana
Zanica è servita dall'azienda di autoservizi Arriva Italia, che permette il collegamento con Bergamo, Azzano San Paolo e altri comuni a sud di Zanica.

## Amministrazione
| Periodo        | Periodo        | Primo cittadino         | Partito                           | Carica  | Note |
| -------------- | -------------- | ----------------------- | --------------------------------- | ------- | ---- |
| 14 giugno 2004 | 25 maggio 2014 | Giovanni Mario Aceti    | Lista civica Insieme per Zanica   | Sindaco |      |
| 25 maggio 2014 | 27 maggio 2019 | Luigi Alberto Locatelli | Lista civica Il tasso             | Sindaco |      |
| 27 maggio 2019 | 25 marzo 2024  | Luigi Alberto Locatelli | Lista civica Zanica futuro comune | Sindaco |      |
| 25 marzo 2024  | in carica      | Luigi Alberto Locatelli | Lista civica Zanica futuro comune | Sindaco |      |

## Sport

### Calcio
A Zanica, in via Comun Nuovo, sorgono la sede operativa, il centro sportivo e lo stadio dell'AlbinoLeffe, società calcistica fondata nel 1998 che rappresenta i comuni di Albino e Leffe.
Le altre società calcistiche della cittadina militano in tornei di livello dilettantistico.